# Nguyễn Thị Chân Quỳnh
Nguyễn Thị Chân-Quỳnh (sinh 1931) là một tác giả và nhà khảo cứu về sử học Việt Nam.
Bà sinh ở Hà Nội đến năm 1952 thì sang Pháp. Bà theo học Đại học Paris IV (Paris-Sorbonne), đậu bằng tiến sĩ Anh văn. Bà từng là giảng viên ở Paris-Sorbonne và hợp tác với ban Việt ngữ đài BBC.

## Đóng góp văn học
Nguyễn Thị Chân-Quỳnh là dịch giả một số thi văn tiếng Việt in trong tuyển tập The War Wife (London: Allison & Busby, 1970) và The Elek Book of Oriental Verse (London: Paul Elek, 1973). Cuốn Hoa thơm cỏ lạ (Paris: An Tiêm, 1995) là một dịch phẩm của bà. Bà đóng góp nhiều trên các báo tiếng Việt ở hải ngoại như Thế kỷ 21, Hợp lưu, Văn học, Văn Lang, Trăm con, chủ yếu viết về các đề tài nghi vấn trong sử học.
Ngoài ra bà còn là soạn giả một số sách biên khảo về sử Việt Nam như Lối xưa xe ngựa..., Tập I (Paris: An Tiêm, 1995); Lối xưa xe ngựa..., Tập II (Paris: An Tiêm, 2002); Khoa cử Việt-Nam, Tập Thượng (Paris: An Tiêm, 2002); Khoa cử Việt-Nam, Tập Hạ.